# Yuzuru Sera
Yuzuru Sera (jap. 世良 譲, Sera Yuzuru, eigentlich: Tessō Sera (世良 哲壮, Sera Tessō); * 10. März 1932 in Unnan, Präfektur Shimane; † 17. Februar 2004) war ein japanischer Jazzpianist.
Sera stammt aus einer Arztfamilie und erhielt seit seinem ersten Grundschuljahr Klavierunterricht. Während seines Studiums der Rechtswissenschaften an der Meiji-Universität spielte er 1950 in der Band von Makio Sakuma in US-Militärbasen und war auch Teil von Munehiro Okudas Blue Sky Orchestra.
Yuzuru Sera spielte in der japanischen Jazzszene ab den 1950er-Jahren u. a. mit Hidehiko Matsumoto, Hideo Shiraki (Plays Bossa Nova, 1962), George Kawaguchi und Akira Miyazawa. 1965 nahm er mit Terumasa Hino an den Berliner Jazztagen teil. Unter eigenem Namen legte er 1967 als Joe Sera and His Group die LP Best Sellers vor, die er mit Hachiro Aoyama, Kiyoshi Sugimoto (Gitarre), Masanaga Harada (Bass), George Otsuka und Jimmy Takeuchi (Schlagzeug) eingespielt hatte.
Ab den 1970er-Jahren arbeitete Sera weiterhin mit eigenen Formationen, wie His Young Friends und seinem Trio; außerdem spielte er mit den Japan All Stars (aus Hidehiko Matsumoto, Eiji Kitamura, Shungo Sawada, Masanobu Asakura, Jimmy Takeuchi) sowie im Duo mit Eiji Kitamura (Age of Swing, 1978). Der Diskograf Tom Lord  listet Sera im Bereich des Jazz zwischen 1958 und 1997 mit 37 Aufnahmesessions, zuletzt mit Martha Miyake.
2003 erhielt er den Nanri-Fumio-Preis.